# Uhudler-Verschwörung
Uhudler-Verschwörung, Untertitel Ein Stinatz-Krimi, ist ein österreichischer Fernsehfilm aus dem Jahr 2025 von Regisseur Daniel Prochaska. Das Drehbuch von Stefan Hafner und Thomas Weingartner basiert auf dem gleichnamigen Kriminalroman von Thomas Stipsits, der neben Erika Deutinger, Linde Prelog und Erika Mottl auch eine Hauptrolle als Inspektor Sifkovits übernahm. Nach Kopftuchmafia (2024) ist dies die zweite Verfilmung der Stinatz-Krimis von Thomas Stipsits.

## Handlung
Uhudler-Bauer Alois Fabsits wird tot in seinem Weinkeller aufgefunden wird, zunächst wird ein Gärgasunfall vermutet. Inspektor Sifkovits hat eigentlich einen freien Tag. Und obwohl er von seinem Chef in Eisenstadt die Anweisung erhält, sich nicht einzumischen, nimmt Sifkovits die Ermittlungen auf.
Zu den Tatverdächtigen zählen Angestellte und Konkurrenten. Außerdem gibt es einen Streit um einen vererbten Weinkeller. Unterstützung erhält Inspektor Sifkovits von dem Frauentrio bestehend aus der Resetarits Hilda, der Grandits Resl und seiner Mutter Baba. Die drei bieten ihm Informationen an zu dem, was im Ort vor sich geht.

## Produktion und Hintergrund
Die Dreharbeiten fanden vom 10. September bis zum 8. Oktober 2024 im Burgenland und in Wien statt. Drehorte war unter anderem Stinatz sowie das Weingut Schützenhof in Deutsch-Schützen.
Produziert wurde der Film von der österreichischen Mona Film der Produzenten Thomas Hroch und Gerald Podgornig, beteiligt waren der Österreichische Rundfunk und Arte, unterstützt wurde die Produktion von FISA+, dem Fernsehfonds Austria und vom Land Burgenland.
Die Kamera führte Adrian Bidron, die Musik stammt von Garish-Sänger Thomas Jarmer. Die Montage verantworteten Alarich Lenz und Pia Huemer und das Casting Nicole Schmied. Das Kostümbild gestaltete Elisabeth Fritsche, das Szenenbild Alexandra Philhatsch, den Ton Thomas Szabolcs und das Maskenbild Kiky von Rebental, Andrea Soiron und Carmen Schneider.
Im Mai 2025 starteten die Dreharbeiten für die Verfilmung des dritten Stinatz-Krimis Eierkratz-Komplott.

## Veröffentlichung
Premiere war am 30. März 2025 am Filmfestival Diagonale in Graz.